# 超速戦士G-FIVE
超速戦士G-FIVE（ちょうそくせんしジーファイブ）は、群馬県を中心に活躍しているローカルヒーロー。
2006年11月4日より、群馬テレビ制作の特撮テレビドラマ作品となった。

## 概要
- 群馬県の環境の維持発展のために、活動しているローカルヒーローである。数多くのイベントにも参加し、群馬県内の幼稚園・保育園、イベント会場などで活動している。
- 2007年3月11日、群馬県桐生市の商店街がその活動に共感し、商店街をG-FIVEロードと改名した。
- エグゼクティブプロデューサー兼音楽を担当した砂長弘人の発案によって群馬県で初めてのローカルヒーロードラマを13ヶ月間、群馬テレビで放送。
- 2010年2月8日、群馬県より群馬観光特使に任命される。
- 群馬県警察・群馬県防犯協会より、「安全安心なまちづくり特別広報員」を拝命
- 群馬県薬務課より、「薬物乱用防止 特命エージェンシー」を拝命
- 群馬県廃棄物リサイクル課より、「特命産廃Gメン」を拝命
- 群馬県「環境アドバイザー」へ登録

## 名前の由来
超速戦士
- 群馬で生まれた鳥たちが、勢いのよい「上州のからっ風」に乗って上空を飛び回ることを表す。

G
- GREATや、GUNMAなどの、頭文字。

FIVE
- 「商業と工業」、「農林水産業」、「保健と福祉」、「教育と文化」、「自然と環境」の5分野を、維持発展させる、戦士たちの使命を表す。
- 戦士の人数と誤解されることが多い。

## メンバー

### G-FIVE
- アカギレッド
  - 赤城山で誕生した鳥が変身した姿。勇気と正義感を前面に出し、シャープな動きを心がけて表現している。
  - キャッチコピーは「義理人情に厚い 正義の戦士」。
- ハルナブルー
  - 榛名山で誕生した鳥が変身した姿。力強さとガッツある行動、でも有り余った元気を出し過ぎて、おっちょこちょいな面も。
  - キャッチコピーは「閃光輝く稲妻のパワーを持つ 力の戦士」。
- ミョウギイエロー
  - 妙義山で誕生した鳥が変身した姿。普段は優しいが怒らせると怖い。また男性を心と行動で支える群馬の女性を表現している。
  - キャッチコピーは「かかあ天下の度胸と優しい心を持つ 愛の戦士」。
- 上州源龍
  - 群馬県の源流をイメージし、水鳥が変身した姿。余分な動きをせず冷静な判断と行動を表現している。
  - キャッチコピーは「湧き出す一滴の水のように清き心を持つ 精粋な戦士」。
- 上州源仙
  - 群馬県の温泉をイメージし、水鳥が変身した姿。温かみのある言動や行動を表現している。
  - キャッチコピーは「噴き上る豊富な温泉のように熱き心を持つ 情熱の戦士」。

### その他
- 鶴野つばさ（綾川ゆんまお）
- 悪のボス（越康広）
- ニュースキャスター（佐藤功介）
- ダイヤ（NATSU）
- ダディ隊長（市川寿充）
- ハチ隊員（齋藤康彦）
- マスター（ミスター龍應）
- エフリー（松浪信雄）
- ジン（戸塚泰志)
- ミューティー（長谷川葉生）
- キメラー(魔神一世)
- ウラムーン（不明）

## キャスト

### スーツアクター
- 井上毅
- 岡和輝
- 村山祐太郎
- 伊藤彰浩
- 與那原優美
- 津布久都
- 及川岳治
- 岡田啓介
- 霜田元
- 土田和宏

### 声優
- アカギレッド：佐山裕亮
- ハルナブルー：今井浩之→古木峡也
- ミョウギイエロー：河井尚子→紫木あかり
- 上州源龍：中原一樹
- 上州源仙：嶋和貴
- ダディーII：市川寿充
- エフリー：松浪信雄
- ジン：戸塚泰志

## 特撮テレビドラマ
群馬テレビで、2006年11月4日から2007年11月24日まで、毎週土曜日の18:40 - 18:50（JST、2007年3月31日までは18:45 - 18:55、第2週以降は第1週放送分の再放送）に放送していた。全13話。

## スタッフ
- エグゼクティブプロデューサー：砂長弘人
- プロデューサー：井上毅
- 監督：木川淳一（1話のみ）、野口広光(2話～)
- 脚本：木川淳一（1話のみ）、原田光規(2話～)、野口広光（9話～）
- アクション監督：木川淳一（1話のみ）、清水一哉(2～8話)
- 殺陣師：岡和輝(10話～)
- 撮影・編集：野口広光
- ヘアメイク：松井久美
- 出演者管理：G-I production
- 台本印刷：スター紹介
- デザイン：岡田啓介
- 音楽：ホワイトソング
- 製作協力：ジーアイプロダクション、夢現企画、ビッグファイタープロジェクト
- キャラクター管理・広報：野村彰
- 企画・製作：超速戦士G-FIVEテレビ製作委員会

## テーマ曲
- 群馬の応援歌〜超速戦士G-FIVEのテーマ〜
  - 作詞：井上毅 / 作曲・編曲：砂長弘人 / 歌：砂長弘人
- ARE YOU WAITHING
- 滲んで消えるメッセージ
- 夢

上記3曲はCD化されていない。

## グッズ
- フィギア型ストラップ
- 主題歌楽譜
- G-FIVE Tシャツ
- 文字ステッカー
- プリクラ風写真ステッカー
- ヒーロー横顔彫刻
- 空ビ玩具
- マンゴープリン（全国発売）
- 杏仁プリン（全国発売）
- 三色みそおでん（全国発売）

### DVD
- 戦士たち総出演のアクションDVD#2
- スタッフカット版DVD#1〜7
- 5周年記念ドラマDVD
- 10周年記念DVD